# Розен, Александр Фёдорович
Барон Алекса́ндр Фёдорович фон-Ро́зен (1871 — после 1917) — витебский вице-губернатор (1911—1915), член Государственного совета по выборам.

## Биография
Православный. Из обрусевшей ветви баронов Розен. Землевладелец Витебской губернии (родовое имение в 7951 десятину и приобретенное в 1196 десятин), домовладелец города Витебска (5 домов).
Окончил Полоцкий кадетский корпус (1884) и Николаевское кавалерийское училище с чином губернского секретаря (1886).
В своих имениях занимался сельским хозяйством, имел мельницу и винокуренный завод. В 1896—1902 годах состоял чиновником особых поручений при витебском губернаторе. В 1902 году был назначен непременным членом Витебского губернского по городским делам присутствия, в каковой должности пробыл до 1911 года. Одновременно состоял членом Витебского отделения Крестьянского поземельного банка, почетным мировым судьей по Дриссенскому и Витебскому уездам. 5 декабря 1911 года назначен витебским вице-губернатором, а в 1915 году переведен на ту же должность в Харьковскую губернию. Дослужился до чина статского советника (1913), состоял в придворном звании камергера (с 1911).
Кроме того, состоял пожизненным попечителем Двинского православного Александро-Невского братства (с 1914) и почетным членом Московского археологического института (с 1915). В 1916 году был избран почетным гражданином Велижа Витебской губернии. Из наград имел ордена св. Станислава 3-й степени (1898) и св. Анны 2-й степени (1902), а также медаль в память переписи 1897 года.
29 сентября 1916 года избран членом Государственного совета от Витебского губернского земства вместо Я. Н. Офросимова. Входил в группу правого центра.
Судьба после 1917 года неизвестна. Был женат.